# Stora Dammtjärnen (Töcksmarks socken, Värmland)
Stora Dammtjärnen är en sjö i Årjängs kommun i Värmland och ingår i Göta älvs huvudavrinningsområde.